# 常盤ゆい
常盤 ゆい（ときわ ゆい）は日本のシンガーソングライター、YouTuber。立命館大学卒業後、株式会社ドワンゴに入社。現在は退職し芸能活動を本格化。
特技は英語、ウクレレ。趣味はマジック:ザ・ギャザリング。
カードゲーム歴：2019年よりマジック：ザ・ギャザリング、2021年よりポケモンカードゲーム。幼少期はデジモン変身ごっこをしていたらしい。

都内のライブハウスを中心に活動していたが、2020年からは歌手活動は休止、YouTuberとしての活動にシフト。2021年3月に所属事務所を退所し活動を継続中。

2022年1月よりライブ活動を再開。
学生時代に全国規模のボーカルコンテストで準優賞を受賞。
ウクレレは世界最大規模のバンドコンテスト「EMERGENZA」の2015年大会で世界一の王冠を掴んだウクレレとビートボックスの音楽ユニット、ninja beatsのSHIN(木村新)に師事する。
オーディエンス参加型ライブグランプリOTONOVA2018 関東A・北陸A・北信越グループファイナリスト。
Showroomではタレント・モデル枠で配信しており、2018年6月11日 まいにちタレント365daysを記録、以降1,001日連続で配信を行い毎日の配信を終了。
2019年11月よりYouTuberとしての活動を本格化。2019年12月29日のライブをもって、いったんシンガーソングライター常盤ゆいとしてのライブ活動を休止。
2021年マジック：ザ・ギャザリングの公式イベント「コマンドフェスト・オンライン・ジャパン」の特別放送枠に出演。
2021年7月より、新宿の手作り腕時計・アクセサリー・ジュエリーのセレクトショップ A STORY の公式アンバサダーを務める。
2021年9月、リアルオークションにてマジック：ザ・ギャザリングのカードの中でもパワー・ナインの筆頭と呼ばれ、最も高額で取引されている「Black Lotus / ブラック・ロータス」(アンリミテッド)を210万円で落札。
2021年9月、YouTubeチャンネル登録者数1万人突破。

2025年1月、会社員との結婚を発表。

## ディスコグラフィ

### シングル
- Seize my day / ひだまりの箱 (2017年4月)

詞は自ら手がけ、作曲は水樹奈々や織田裕二などに楽曲提供も行っているラブハンドルズの溝下創を迎える。
1. Seize my day(作詞:常盤ゆい/作曲:溝下創)
2. ひだまりの箱(作詞:常盤ゆい/作曲:溝下創)
3. Seize my day(instrumental)
4. ひだまりの箱(instrumental)

### ミニアルバム
- ひだまりdays, (2019年2月)

1. Find My Melody(作詞:常盤ゆい/作曲:溝下創)
2. ひだまりの箱(作詞:常盤ゆい/作曲:溝下創)
3. ホログラフィー(作詞:常盤ゆい/作曲:溝下創)
4. Seize my day(作詞:常盤ゆい/作曲:溝下創)
5. ひだまりの箱 ~unplugged ver.~(作詞:常盤ゆい/作曲:溝下創)

## ユニット活動
- Link to evergreen,(2019年2月〜)

## 出演

### 映画
- 映画「爪先の宇宙」(2017年)

### 舞台
- BackStage☆Puzzle 黒田魔美子役(2018年5月～6月)
- ユーキース・エンタテインメント『OvOb朗読劇！！』(2018年7月)
- ユーキース・エンタテインメント『OvObインプロライブ！！2018.7・8』(2018年7月、8月)
- ひいろ～HEROになる時？それは今！～ 緑川秘書役(2018年11月)

### その他
- コマンドフェストオンラインジャパン1st 特別放送(2021年3月)
- コマンドフェストオンラインジャパン2nd 特別放送(2021年4月)